# Флорес, Роджер
Роджер Флорес Солано (исп. Róger Flores Solano; род. 26 мая 1959, Сан-Хосе, Коста-Рика) — коста-риканский футболист и тренер. Участник чемпионата мира по футболу 1990 года. Обладатель Кубка наций Центральной Америки 1991.

## Карьера

### Клубная карьера
Свою карьеру игрока Флорес начал в возрасте 17 лет в «Саграда-Фамилии», выступавшей во втором дивизионе чемпионата Коста-Рики. В середине 80-х он пришёл в «Алахуэленсе» и выиграл с ним два чемпионства, а также Кубок чемпионов КОНКАКАФ 1986 года. После перехода игрока в стан главных конкурентов «красно-чёрных» — «Саприссу» — его карьера достигла пика: Флорес ещё трижды выигрывал чемпионат своей страны и дважды — Кубок чемпионов КОНКАКАФ.

### Карьера в сборной
Дебют Флореса за сборную Коста-Рики состоялся в 1983 году; всего же за национальную команду он провёл 49 игр, забив 2 гола. В 1990 году вошёл в состав сборной для участия на чемпионате мира в Италии, где отыграл все 4 игры своей команды с капитанской повязкой и сравнял счёт в решающем матче группового этапа, забив мяч в ворота Швеции.
В 1991 году в составе своей сборной стал обладателем Кубка наций Центральной Америки, а также участвовал в Золотом кубке КОНКАКАФ, где коста-риканцы заняли 4 место, а Флорес провёл свой заключительный матч в футболке национальной команды.
Голы за сборную
| № | Дата          | Соперник  | Счёт | Голы Флореса | Турнир                   |
| 1 | 2 апреля 1989 | Гватемала | 2:1  | 1            | Отборочные матчи ЧМ-1990 |
| 2 | 20 июня 1990  | Швеция    | 2:1  | 1            | Чемпионат мира 1990      |